# 法納姆 (內布拉斯加州)
法納姆（英語：Farnam）是位於美國內布拉斯加州道生縣的村。

## 人口
根據2020年美國人口普查的數據，法納姆的面積為1.74平方千米，皆為陸地。當地共有人口182人，而人口密度為每平方千米105人。